# Golovo
Golovo (em cirílico: Голово) é uma vila da Sérvia localizada no município de Čajetina, pertencente ao distrito de Zlatibor, na região de Stari Vlah. A sua população era de 170 habitantes segundo o censo de 2011.

## Demografia
| 1948 | 1953 | 1961 | 1971 | 1981 | 1991 | 2002 | 2011 |
| ---- | ---- | ---- | ---- | ---- | ---- | ---- | ---- |
| 680  | 744  | 639  | 542  | 432  | 305  | 212  | 170  |